# EX THEATER ROPPONGI

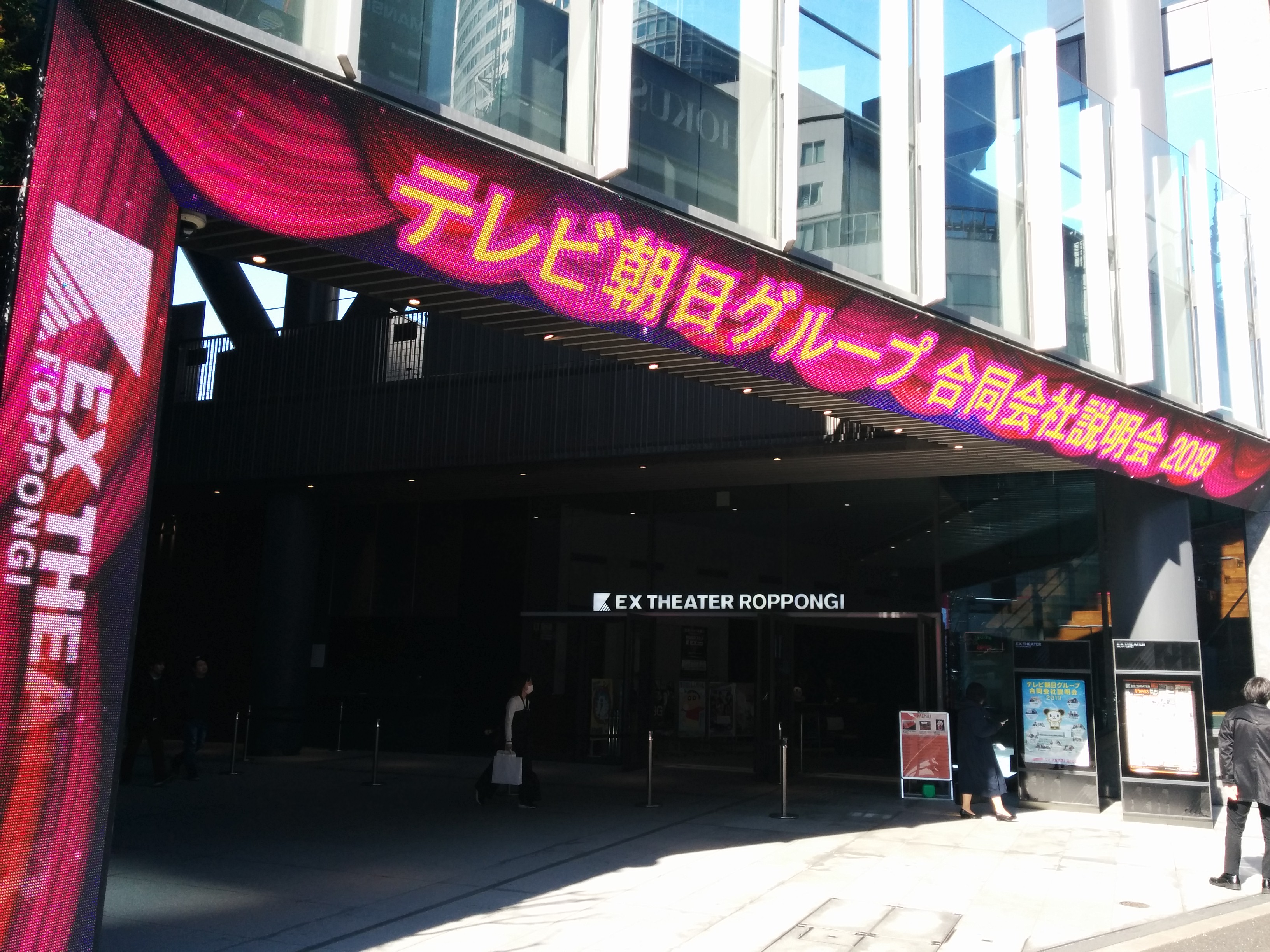
入口

EX THEATER ROPPONGI（日語：EXシアター六本木）是位于日本东京都港区西麻布的EX塔中的多功能演出场所，为朝日电视台为纪念开局55周年而新设。2013年11月开业。首次在该场所进行演唱会的是B'z。除演唱会外，也被落语、歌剧、歌唱赛事、电影节等活动使用。场馆使用大楼内地上二层至地下三层，建筑面积约18000平方米，最大可容纳观众1746人。